# Sport (Schweizer Zeitung)

Titelseite des Sports vom 10. Juni 1938

Der Sport war eine Schweizer Sportzeitung, die von 1920 bis 1999 erschien, zuerst dreimal wöchentlich und danach als Wochenzeitung.

## Geschichte
Am 20. Dezember 1920 brachte Julius Wagner, ehemaliger Teilnehmer an Olympischen Spielen und Mitgründer des Schweizerischen Olympischen Komitees, die Erstausgabe des Sports heraus. Als Organ für alle Sportzweige erlangte die Zeitung dank fundierter Berichterstattung bald ein internationales Renommee. Wagner verkaufte den Titel bereits ein halbes Jahr später an den Verleger Jean Frey.
Der Sport erschien jeweils montags, mittwochs und freitags und während Grossereignissen wie etwa den Olympischen Spielen in Europa oder der Tour de Suisse sogar täglich. In den 1970er Jahren erreichte der Sport mit 58'000 Abonnenten, einer beglaubigten Auflage von 92'425 und Spitzenauflagen von über 120'000 Exemplaren seine Blütezeit. Als Pionier der Schweizer Sportberichterstattung wurde er zu einer Art Journalistenschmiede.
Der Strukturwandel in der Branche setzte jedoch auch dem Fachblatt zu: Nach diversen Besitzerwechseln des Verlags und einer Neulancierung als Wochenzeitung erschien der «Sport» am 18. Oktober 1999 zum letzten Mal.

## Ansehen
Wegen des gut ausgebauten internationalen Teils wurde er zur Pflichtlektüre in Sportredaktionen im deutschsprachigen und skandinavischen Raum. Fördernd war, dass der «Sport» eine gute Beziehung zu den internationalen Sportorganisationen in der Schweiz hatte und aus einem neutralen Land kam. Das norwegische Radio stellte den «Sport» in seiner Sendung über «weltberühmte Zeitungen» vor.

## Chefredakteure
Chefredakteure:
- Hanns Buchli (1920–1928)
- Fritz Erb (1928–1963)
- Walter Lutz (1964–1985)
- Peter A. Frei (1985–1990)
- Martin Born & Hansruedi Hottiger (1990–1992)
- Peter Zwicky (1992–1996)
- Franco Carabelli (1996–1999)